# 郭金才
郭金才（英語：Joseph Guo Jincai，1968年2月—，聖名若瑟）是天主教中國籍愛國會非法自選自聖主教，曾被教宗絕罰，2018年9月22日獲教宗方濟各赦免。現任承德教區主教及中國主教團秘書長。

## 生平
郭金才出生於1968年2月在中國，並畢業於河北省天主教神哲學院。1992年9月，他24歲時晉鐸。
2008年，郭金才被推選為承德教區主教委選人。2010年11月20日，郭金才未經聖座准許，由中國官方組織中國天主教愛國會安排非法自選自聖。由永平教區主教方建平祝聖晉牧。並且，自稱是承德教區正權主教。同月24日，因為郭金才在未獲得時任教宗本篤十六世准許，自選自聖違反《天主教法典》。傷害了教會內的共融，被絕罰。
2010年至2016年間，當選中國天主教愛國會副主席，並於同年12月9日起，當選為主教團秘書長。2018年2月24日，當選為第十三屆全國人大代表。
2018年9月22日，中梵就主教任命權達成協議。時任教宗方濟各赦免了七名非法自選自聖的主教，而郭金才是其中之一。同年10月3日，郭金才與延安教區主教楊曉亭代表中國官方主教團，出席在梵蒂岡舉行的世界主教會議大會，並獲得教宗方濟各歡迎。
2021年5月，郭金才為聖座不承認的張家口教區祝聖三名新神父。